# Jan Brueghel l'Ancien
Pour les autres membres de la famille, voir Famille Brueghel.
Pour les articles homonymes, voir Brueghel et Jan Brueghel.
Jan Brueghel l'Ancien (ou Jan Brueghel l'Aîné ou Jan Bruegel le Vieux), dit Brueghel de Velours, est un peintre baroque flamand né en 1568 à Bruxelles et mort le 13 janvier 1625 à Anvers.

## Biographie
Second et plus jeune fils de Pieter Brueghel l'Ancien, il naît à Bruxelles quelques mois avant la mort de son père. Il est d'abord l'élève de sa grand-mère, Marie de Bessemers, veuve de Pieter Coecke van Aelst, qui se charge de lui à la mort de son père. Elle lui apprend la miniature et l'aquarelle, ce qui lui permet, sans doute, d'obtenir une finesse, une délicatesse et une fluidité spéciales du coloris. Il travaille aussi avec Peter de Goetking et se fait une rapide réputation comme peintre de fleurs et de fruits. Il est le frère cadet de Pieter Brueghel le Jeune. Il adopte comme lui l'orthographe Brueghel.
Brueghel voyage ensuite dans plusieurs pays d'Europe, notamment l'Italie où il se lie d'amitié avec des mécènes pour lesquels il continuera à travailler après son retour dans le Nord. Il fait également la connaissance à Rome de Paul Bril et du cardinal Ascanio Colonna qui lui offre son patronage, et à Milan du cardinal Frédéric Borromée. Il lui présentera en 1608 le peintre de natures mortes et animalier, Frans Snijders. En 1609, il est nommé peintre de la cour de l'archiduc Albert et de l'Infante Isabelle d'Autriche. 
De retour à Anvers en 1596, il poursuit sa formation et épouse la fille de Gérard de Jode, dont il a deux enfants, Jan Brueghel le Jeune et Paschasia qui épouse plus tard Hieronymus van Kessel, père du peintre Jan van Kessel. À Prague, il découvre des dessins de Dürer en 1604 dont il s'inspirera.
Veuf, il se remarie en 1605. Huit enfants vont naître de ce second mariage. Maître de la Guilde des peintres de Saint-Luc à Anvers, il collabore à de nombreuses peintures avec Pierre-Paul Rubens qui était de ses amis, Hendrick van Balen, Frans Snyders, Joos de Momper, Frans II Francken et Sébastien Vrancx.
Beau-père de David Teniers le Jeune, Jan Brueghel a eu des élèves tels que Abraham Govaerts et Daniel Seghers. On lui doit de nombreux tableaux de fleurs, genre dans lequel il excellait, ainsi que des compositions bibliques, des allégories, des scènes mythologiques, des paysages et plusieurs tableaux sur le Paradis terrestre, œuvres souvent peintes sur cuivre.
Mais s'il fut un peintre aux coloris éclatants, à la touche savoureuse dans ses tableaux allégoriques (représentant entre autres : le Feu, l'Air, l'Eau, la Terre ; musée des beaux arts de Lyon, 1610) avec une représentation fine de fleurs, d'animaux, d'oiseaux, d'objets, il fut aussi un des peintres flamands spécialisés dans l'exploration des régions infernales (collections du Palazzo Colonna à Rome années 1590).
Il meurt du choléra à Anvers le 13 janvier 1625.
Un de ses fils, Jan Brueghel le Jeune (1601-1678), poursuivra la tradition de la peinture de fleurs.

## Œuvres

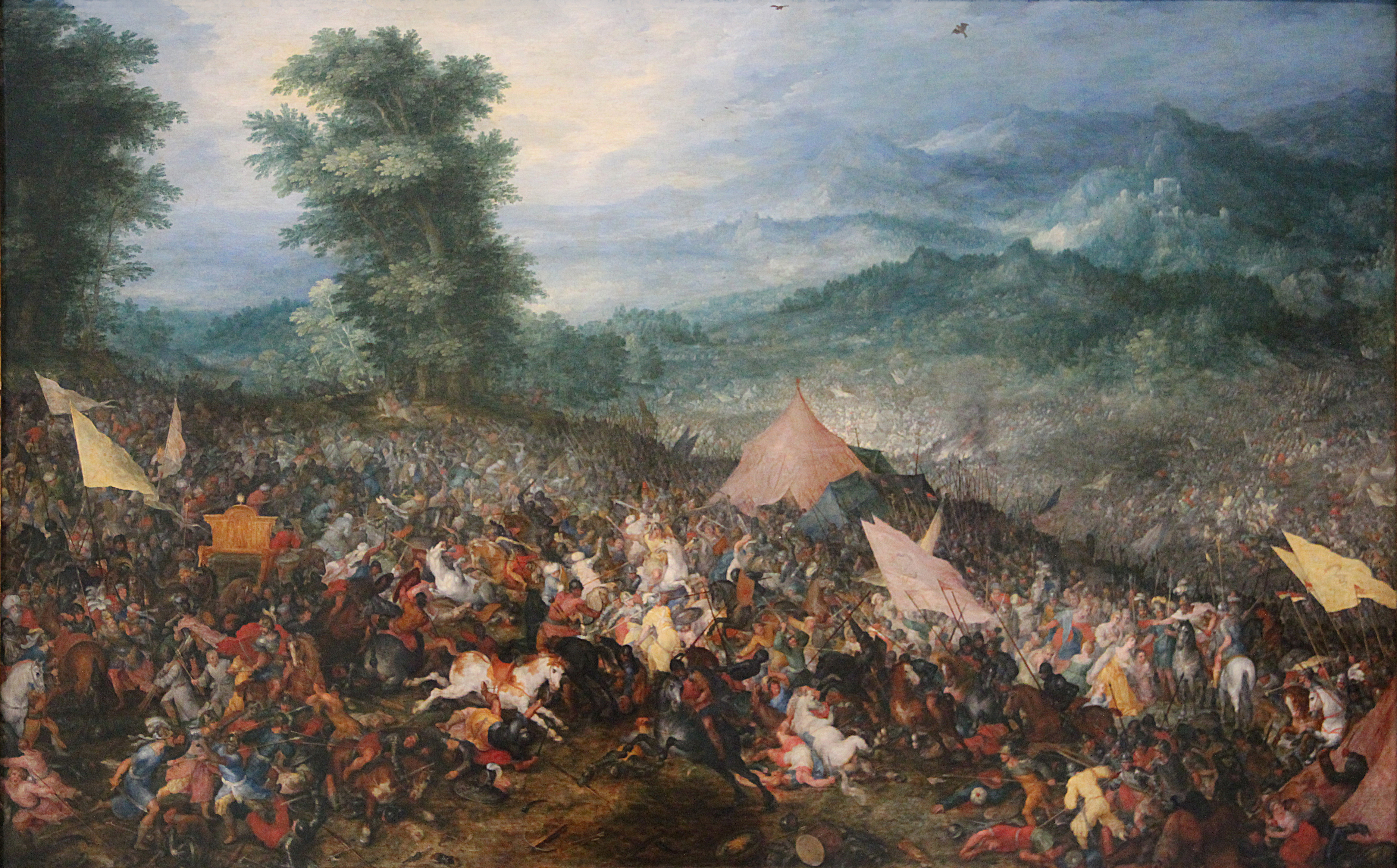
La Bataille d'Issus de Jan Brueghel l'Ancien, au Louvre.

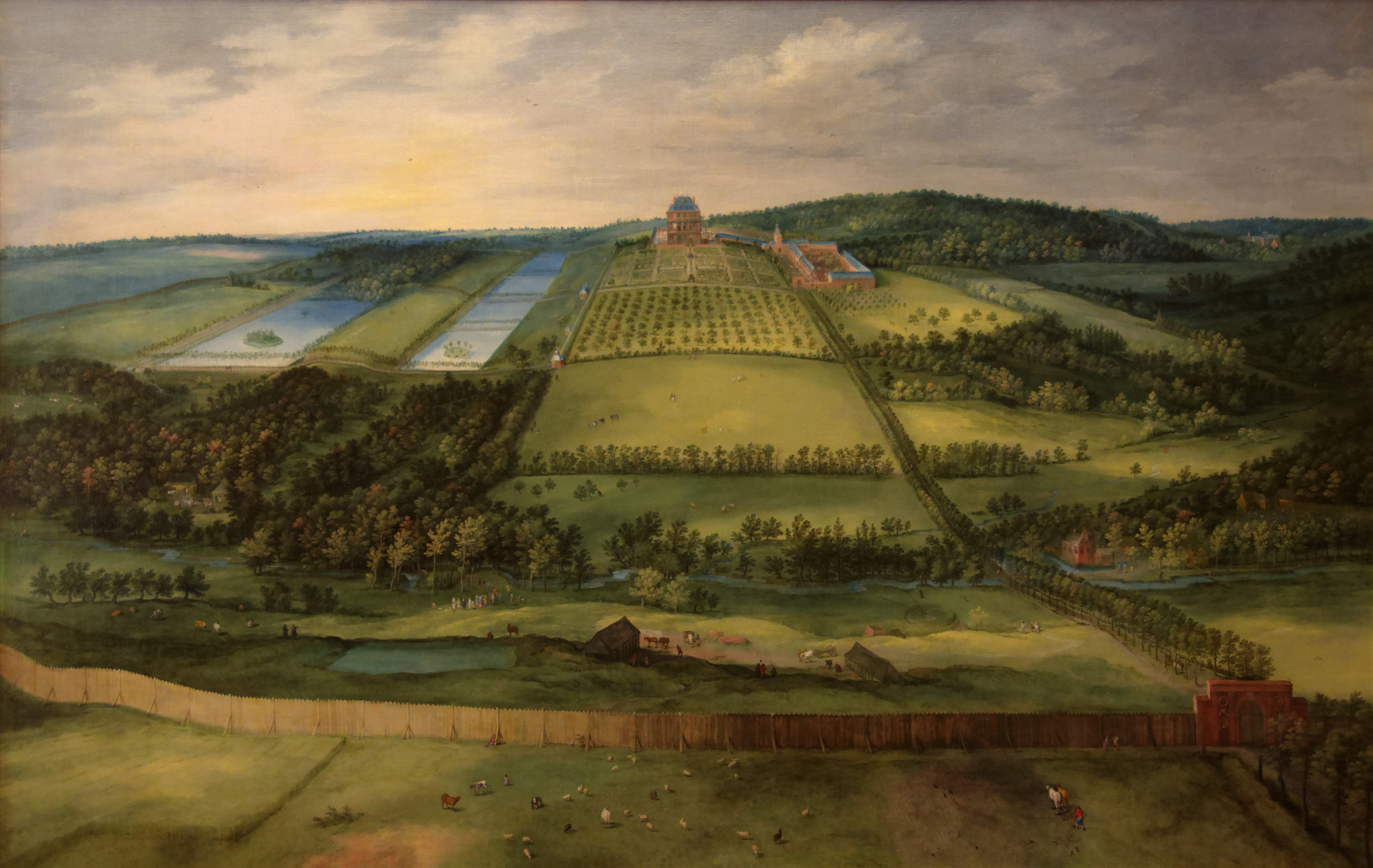
Le Château de Mariemont (1612).

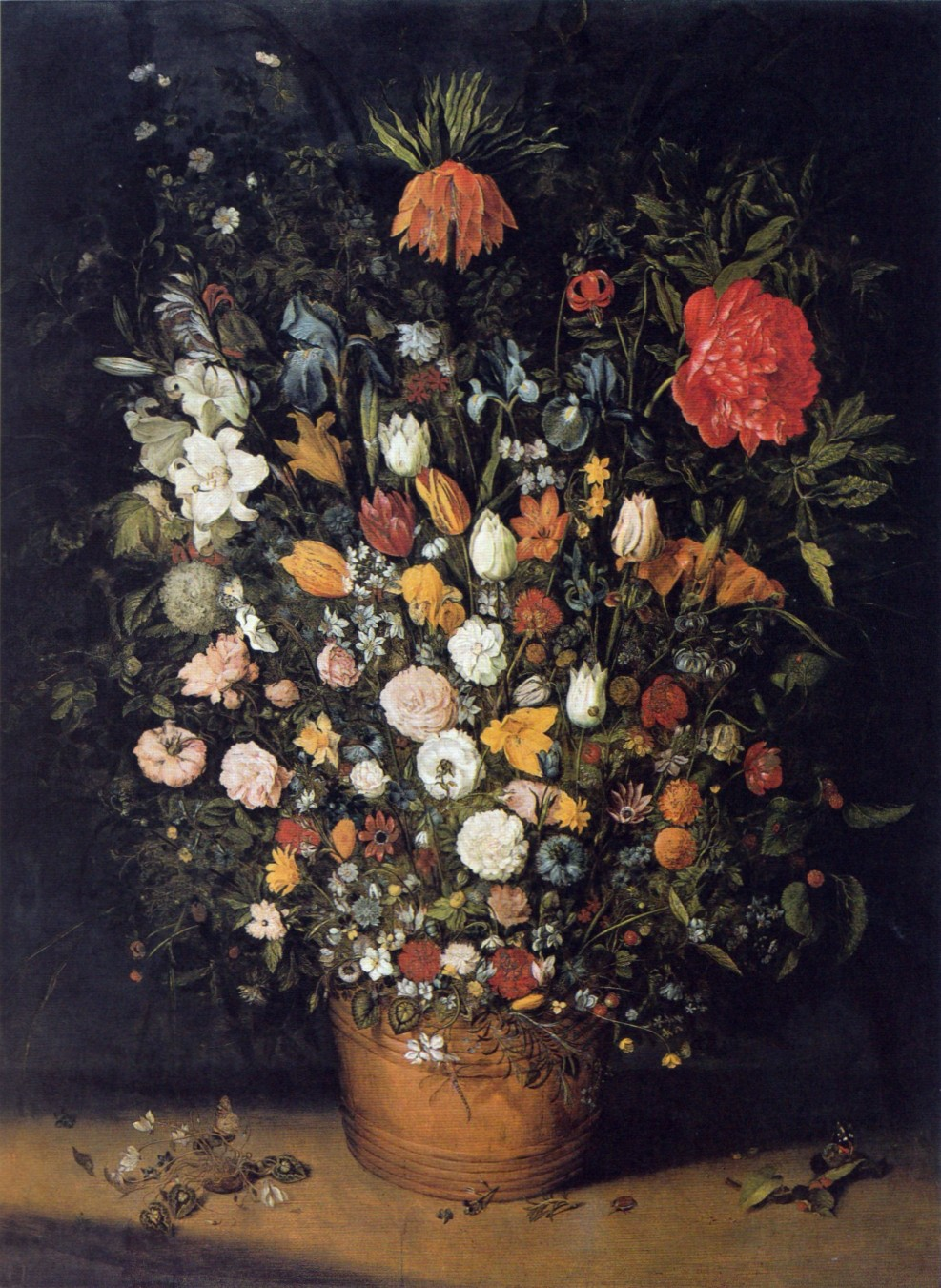
Le Bouquet (1603)
Alte Pinakothek, Munich.

- 1594 : Orphée aux Enfers, huile sur cuivre, 27 × 36 cm, galerie Palatine, palais Pitti, Florence[6]
- 1595 : 
  - Le Festin des dieux, avec Hendrick van Balen, au Musée du Louvre, à Paris.
  - Saint Jérôme dans un paysage rocheux, huile sur cuivre, 22 × 32 cm, collection particulière[8].
- 1597 :
  - Paysage au moulin à vent, au musée de Cassel
  - La Danse de Noces, huile sur cuivre, 40 × 50 cm, musée des beaux-arts de Bordeaux[9]
- 1598 : Paysage avec saint Jean-Baptiste prêchant, au J. Paul Getty Museum, à Los Angeles.
- 1600 : Paysage au moulin à vent, (copie du tableau de 1597), au musée du Louvre, à Paris.
- 1602 : La Bataille d'Issus, ou La bataille d'Arbèles, bois,  80 × 136 cm, musée du Louvre, à Paris[10]
- 1603 :
  - Bouquet, huile sur panneau, 125 × 96 cm, Alte Pinakothek de Munich.
  - Le grand marché aux poissons, également à la Alte Pinakothek de Munich.
- 1604 : Le Grand calvaire, huile sur bois, 62 × 42 cm, musée des Offices, Florence. Copie d'un dessin de Dürer lors de son séjour à Prague[6]
- 1607 : Paysage avec gué, huile sur cuivre, 24 × 35 cm, musée des Offices, Florence[6]
- 1607 : 
  - Le Paradis, (La Haye)
  - Série Les Quatre Éléments, musée du Louvre. Commandée à partir de 1607 par le cardinal-archevêque de Milan Frédéric Borromée, complétée ensuite par l'Air ou l'Optique et L'Eau et le Feu (Milan, Bibliothèque ambrosienne)[10] :
    - La Terre, Paradis Terrestre, 1607-1608, cuivre, 45 × 65 cm
    - L'Air ou l'Optique, 1621, cuivre, 45 × 65 cm

  - Bouquet au vase de cuivre, huile sur bois, 51 × 40 cm, Kunsthistorisches Museum de Vienne[11]
- 1608-1611 :
  - Fleurs dans un vase bleu, couleur sur panneau de chêne, 66 × 50 cm, Kunsthistorisches Museum, Vienne [12]
  - Paysage avec le château de Mariemont, au Musée des beaux-arts de Virginie, Richmond
- 1610 : 
  - Le Pont de Talavera, au musée du Louvre, à Paris.
  - Vue d'Anvers, collection privée
  - Nature morte avec des fleurs, peinture sur cuivre, 24 × 19 cm, Rijksmuseum, Amsterdam[13]
  - Lisière d'un bois (Fuite en Egypte), huile sur cuivre, 25 × 36 cm, musée de l'Ermitage, Saint-Petersbourg[14]
- 1612 : 
  - Le Château de Mariemont, au musée des beaux-arts de Dijon.
  - Paysage avec rivière, collection privée, au musée d'art d'Indianapolis
  - Le Retour du marché, cuivre, 20 × 31 cm, vente De Jonckheere 29-11 et 20-12 2003[15]
- 1613 : L'Entrée des animaux dans l'arche de Noé, huile sur panneau, 55 × 84 cm, J. Paul Getty Museum, à Los Angeles[16]
- 1614 : 
  - La moisson, collection privée.
  - Danse paysanne, collection privée.
- 1618 : 
  - Nature morte avec guirlande de fleurs et coupe, bois, 47 × 52 cm, musées royaux des beaux-arts de Belgique, Bruxelles[17]
  - Le Bosquet, à la Biblioteca Pinacoteca di Ambrosiana, Milan.
- 1621 : Foire paysanne à la Galerie Sabauda, Turin
- 1623 : Bataille antique, huile sur cuivre, a la Gray (Haute-Saône), musée Baron-Martin.

Dates non renseignées
- Allégorie de l'Eau, huile sur bois, Musée des beaux-arts de Lyon, musée des beaux-arts de Nice
- Allégorie de la Terre, Musée du Présidial de Saintes Galerie Doria-Pamphilj
- Allégorie du feu, Galerie Doria-Pamphilj
- Allégorie de l'air, Galerie Doria-Pamphilj
- ensemble de quatre allégories: la Terre, le Feu, l'Air et l'Eau, musée des Beaux-Arts de Beaune[4]
- Jardin d'Eden, (Londres, Budapest)
- L'Embarquement de Cléopâtre, huile sur cuivre, 24 × 36 cm, musée des beaux-arts de Nantes. Pendant du Retour de la chasse[18]
- Le Concert d'oiseaux, (collection privée)
- La Sainte Famille avec saint Jean, cuivre, 17 × 22 cm, Christie's, Londres[19]
- Marie-Madeleine pénitente, aux Musées royaux des beaux-arts de Belgique, à Bruxelles.
- L'Automne
- La couronne de fleurs au vidrecome de vin blanc ou le symbole eucharistique, huile sur bois, 51 x 39 cm, M.N.R., œuvre récupérée à la fin de la seconde guerre mondiale, dépôt du musée du Louvre, en attente de sa restitution à ses légitimes propriétaires, Gray (Haute-Saône), musée Baron-Martin
- La Terre et ses productions, au Musée du Colombier, à Alès.
- La Mer et ses productions, au Musée du Colombier, à Alès.
- Caverne fantastique avec Ulysse et Calypso, (Londres, Johnny van Haeften Gallery).
- L'offrande à Cybèle, au Mauritshuis, à La Haye.
- Etudes de tête d’un brocard, huile sur bois, 20 × 23 cm, Narbonne, musée d’art et d’histoire
- Vase de fleurs avec iris, huile sur bois, 63 × 45 cm, Villa di Poggio Imperiale, Florence[6]
- Etude de petits singes, d'un cerf et d'autres animaux, huile sur panneau, 20 × 31 cm, musée des beaux-arts de Gand[20]

Avec Rubens
- Retour de guerre : Mars désarmé par Vénus, 1610-1612, (J. Paul Getty Museum)
- Le Banquet d'Achélôos, v. 1615, Metropolitan Museum of Art[21]
- La Vierge au Myosotis, Musées royaux des beaux-arts de Belgique, Bruxelles
- Le Jardin d'Éden, 1615, huile sur bois, Mauritshuis, La Haye
- Vierge à la Guirlande, 1616-1617, toile, 84 × 65 cm, musée du Louvre[10]
- Vierge à la Guirlande (Munich, Bruxelles)
- Vierge à l'Enfant avec des fruits et des fleurs, huile sur bois, musée du Prado, Madrid[19]
- Allégories des Cinq Sens (série de cinq tableaux), 1617-1618, musée du Prado, Madrid.

Avec Hendrick van Balen
- Le Banquet des dieux, (v.1606-1610), huile sur cuivre, 47 × 66 cm, musée des beaux-arts d'Angers
- L'Air ou l'Optique, 1621, cuivre, 45 × 65 cm. Fait partie de la série des Quatre Eléments. Van Balen a réalisé dans le ciel les chars d'Apollon et de Diane[10]

Avec Hendrick de Clerck
- 1606-1609 : 
  - Les Noces de Thétis et de Pelée ou Le Festin des dieux, cuivre, 54 × 76 cm, musée du Louvre, Paris[10]
  - Apollon et le concert des Muses

Avec Joos de Momper
- L'Infante Isabelle-Claire-Eugénie dans le parc de Mariemont (musée du Prado)
- Excursion à la campagne de l'infante Isabelle-Claire-Eugénie (musée du Prado)

## Galerie
Les quatre éléments (Musée des beaux-arts de Lyon) :

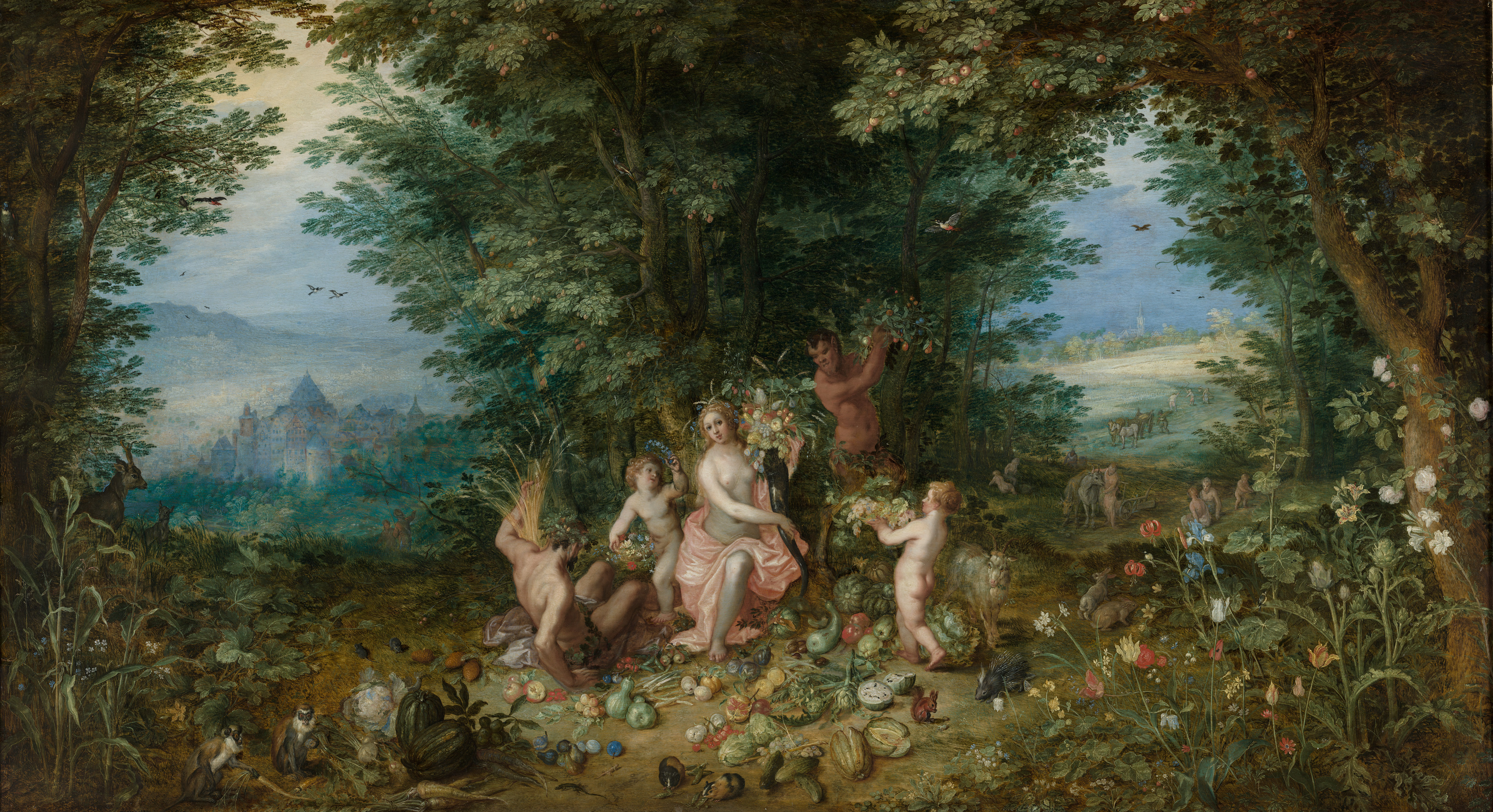
La Terre
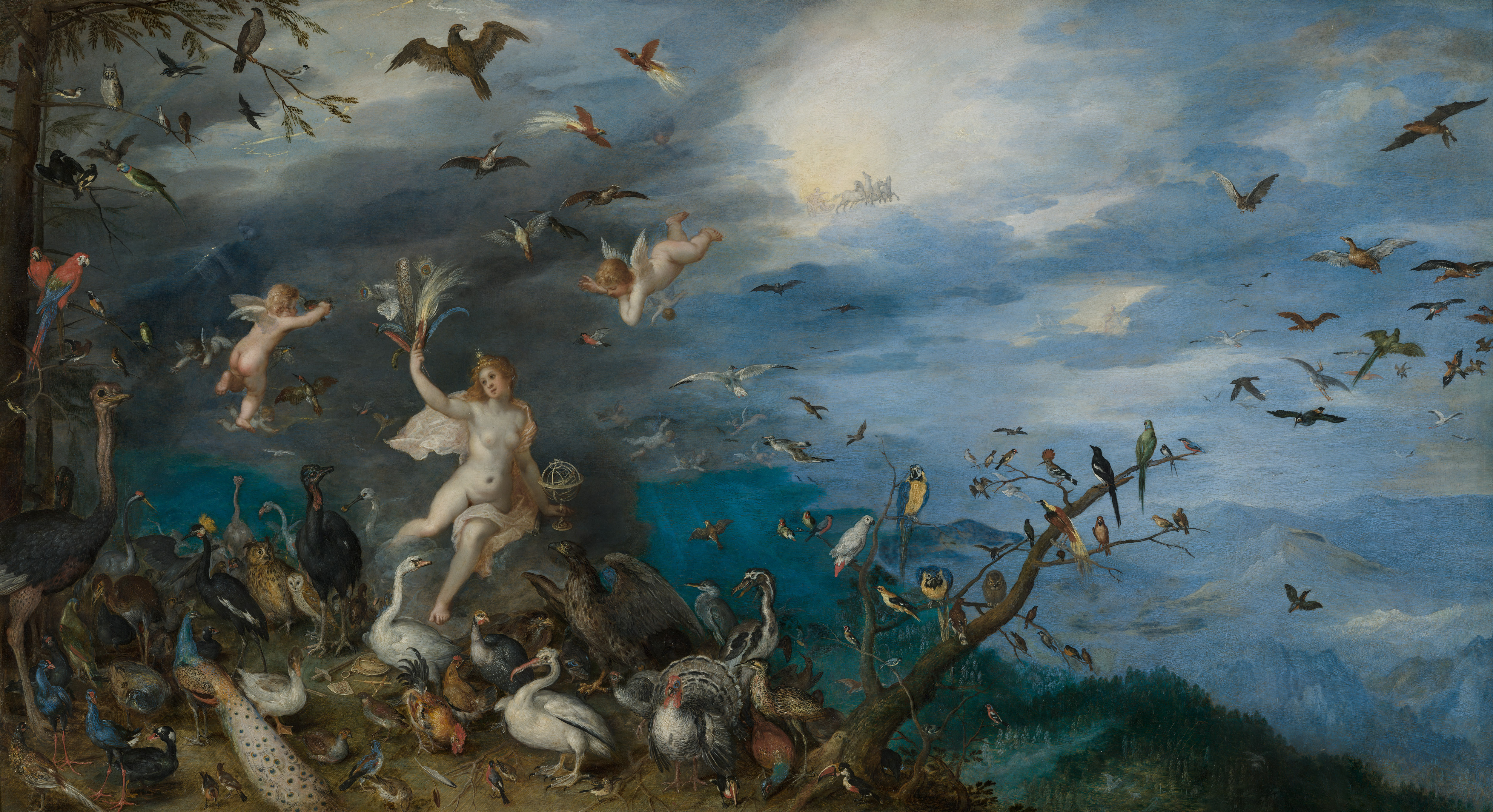
L'Air
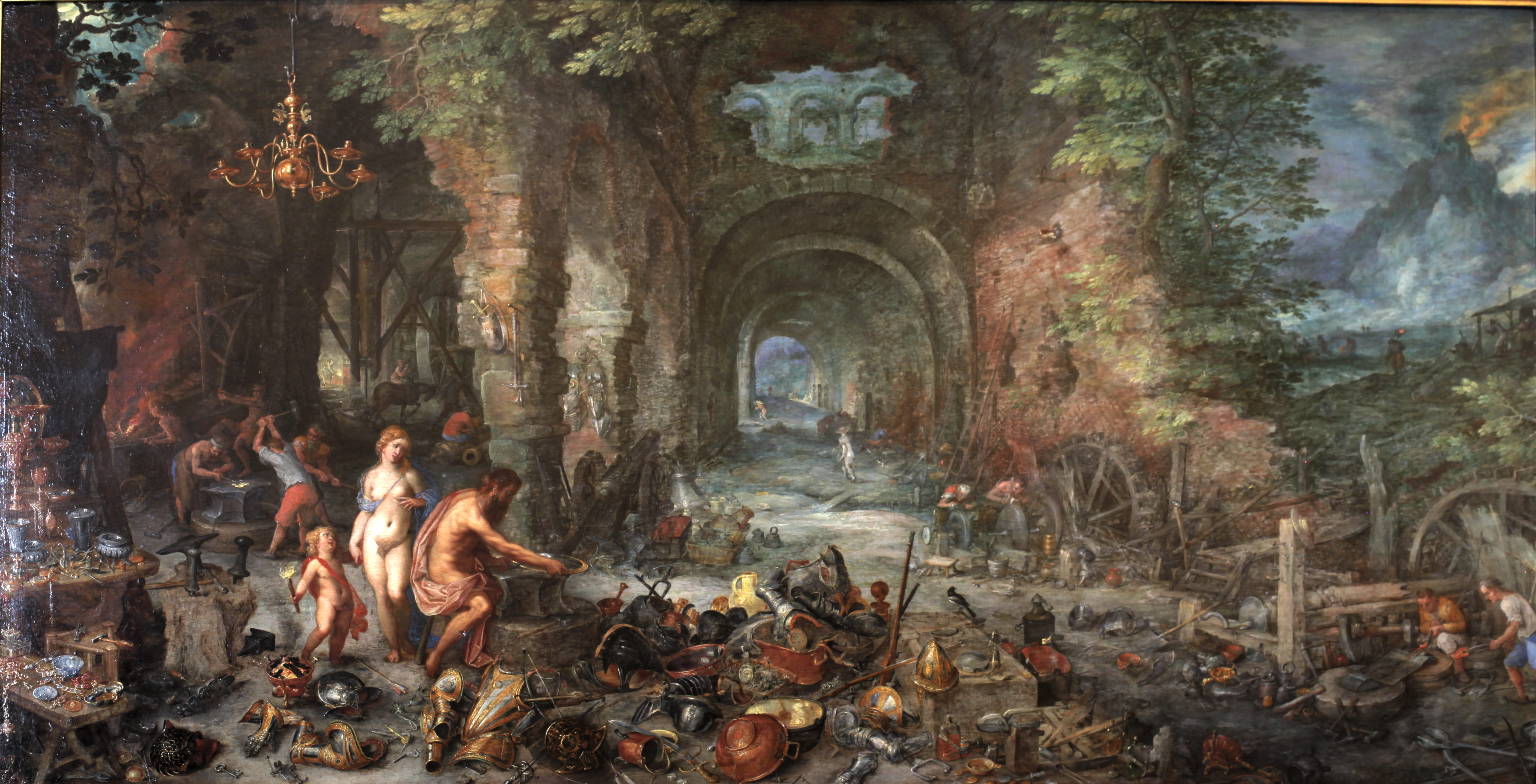
Le Feu
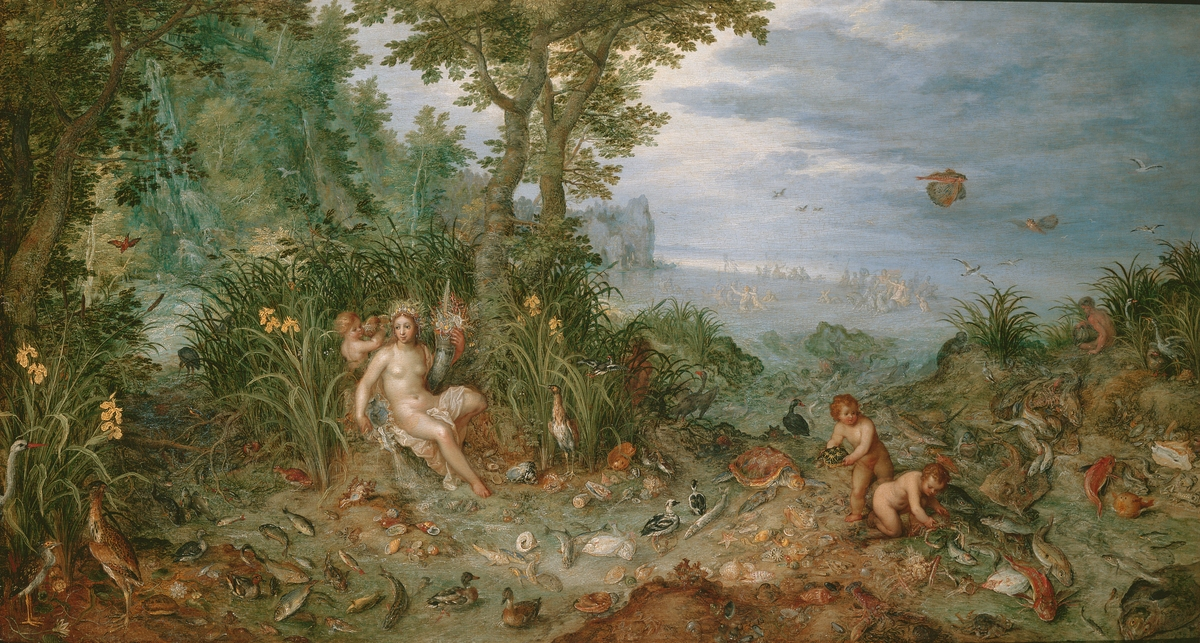
L'Eau

Autres œuvres :

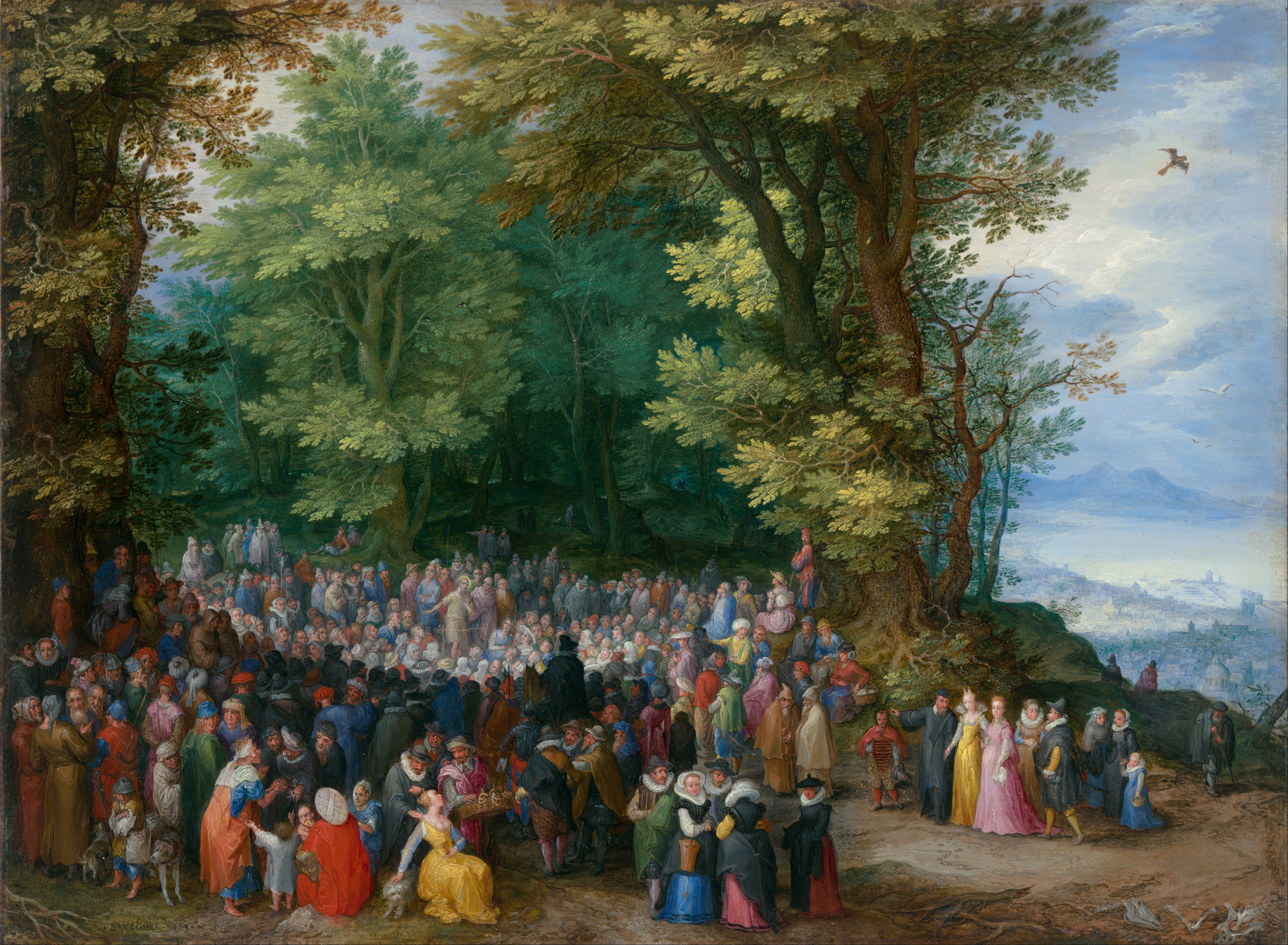
Le Sermon sur la montagne
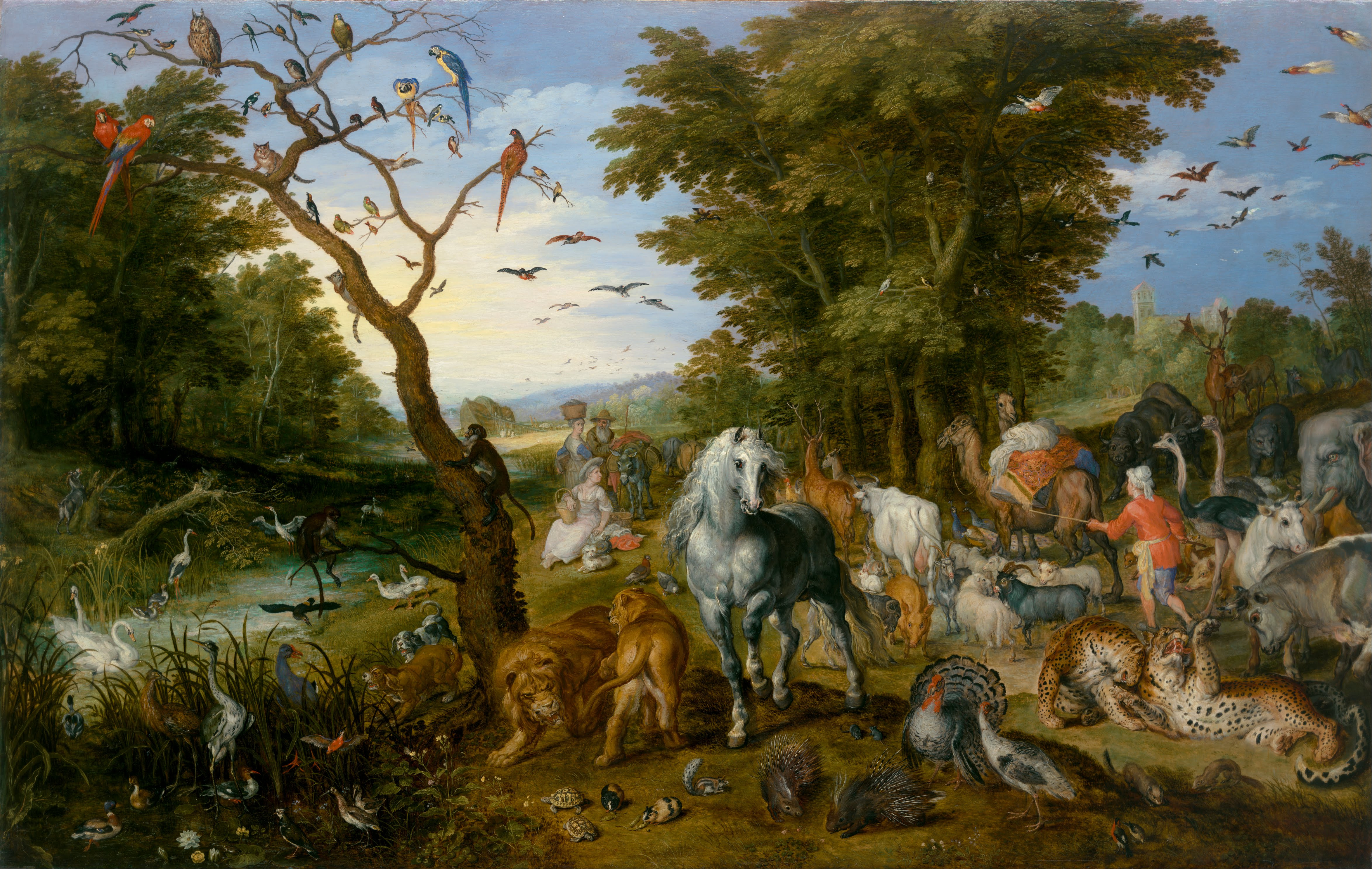
L'Entrée des animaux dans l'arche de Noé
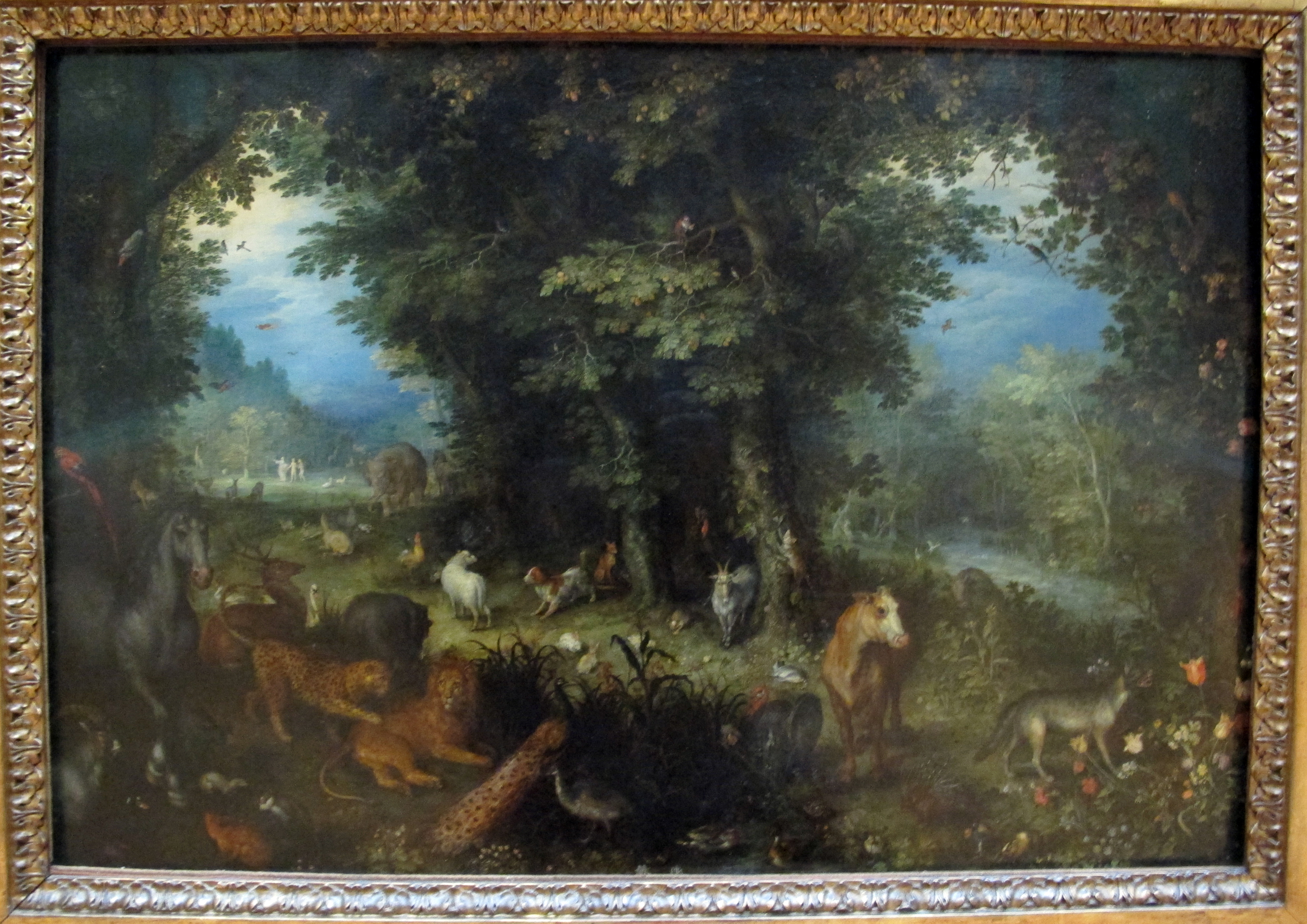
La Terre, Paradis terrestre
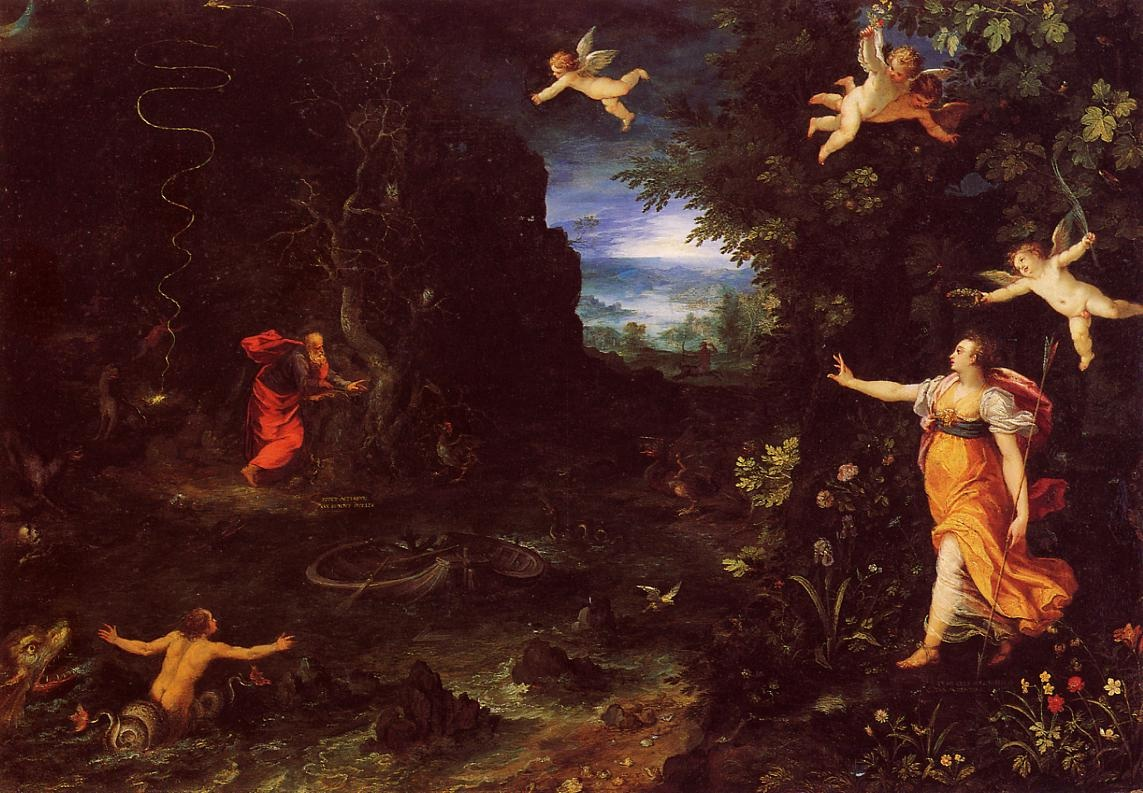
Circée et Ulysse
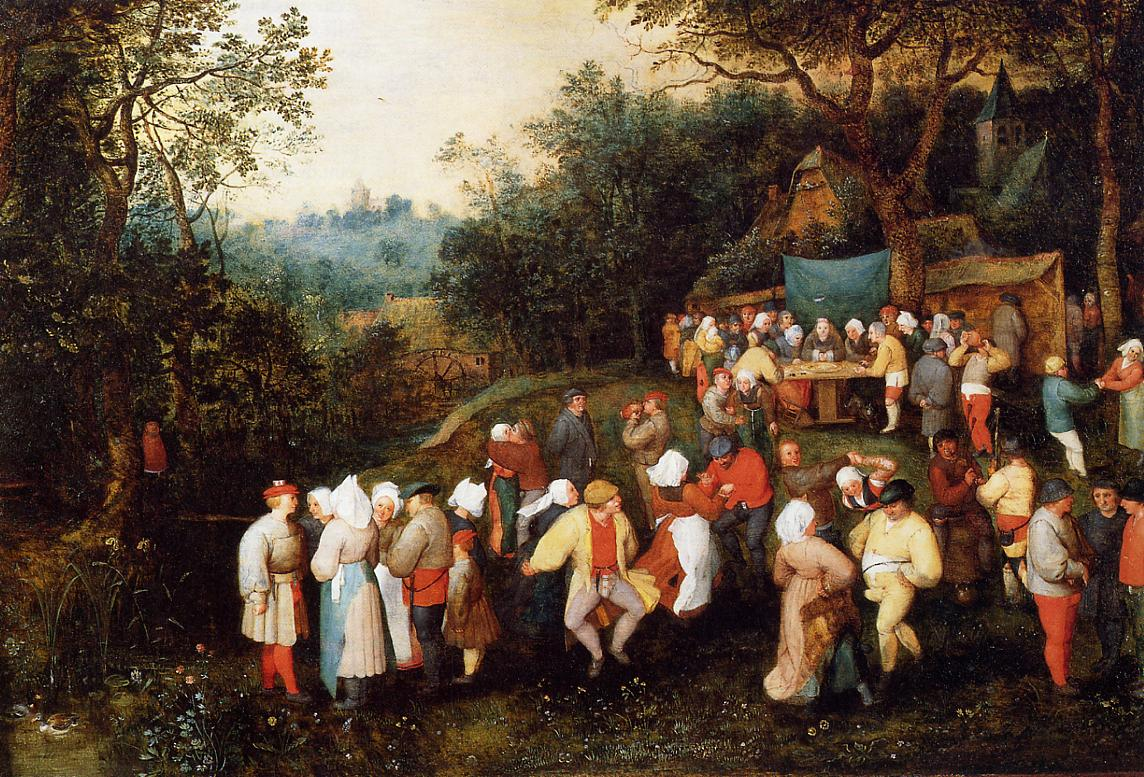
La Noce
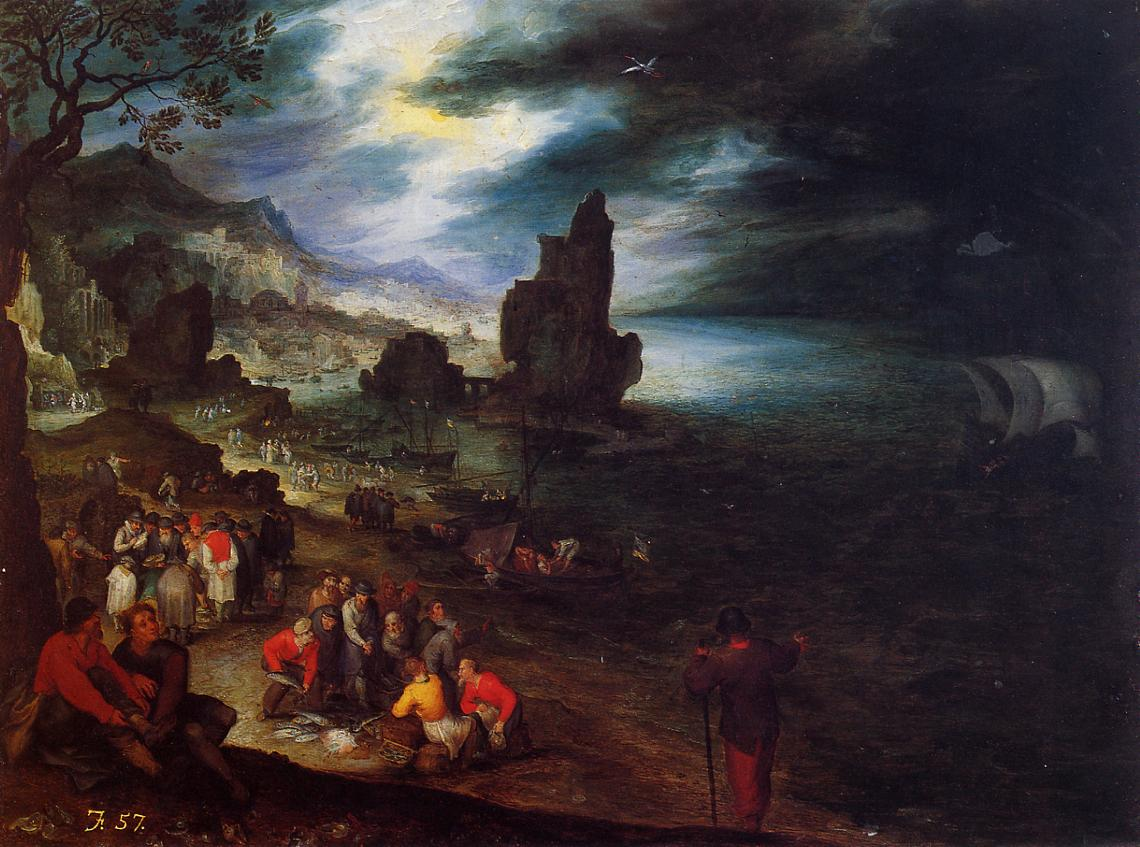
Le Sacrifice de Jonas
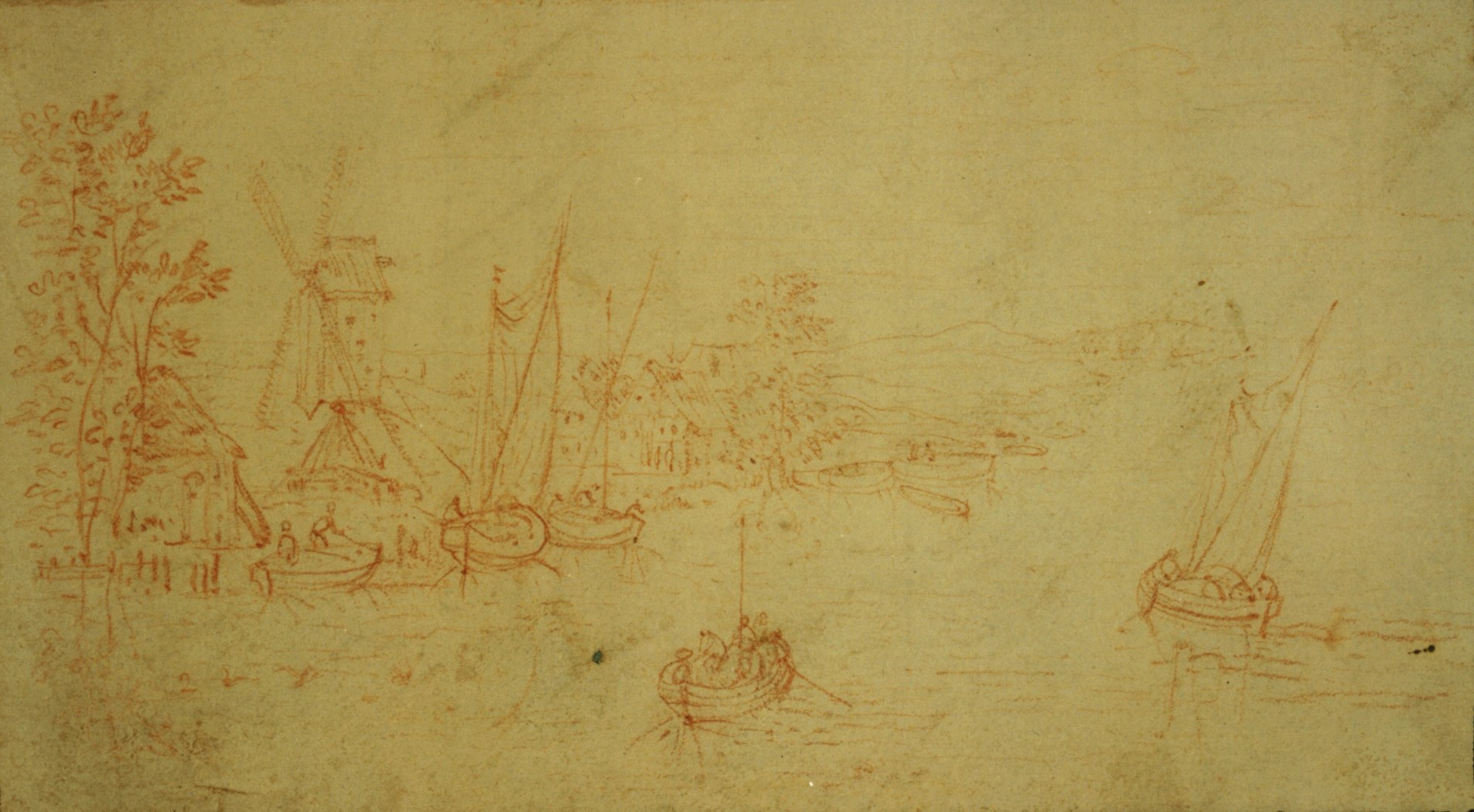
Paysage et rivière
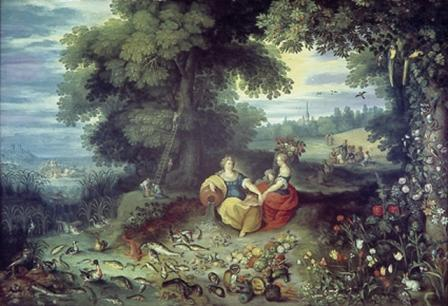
La Terre
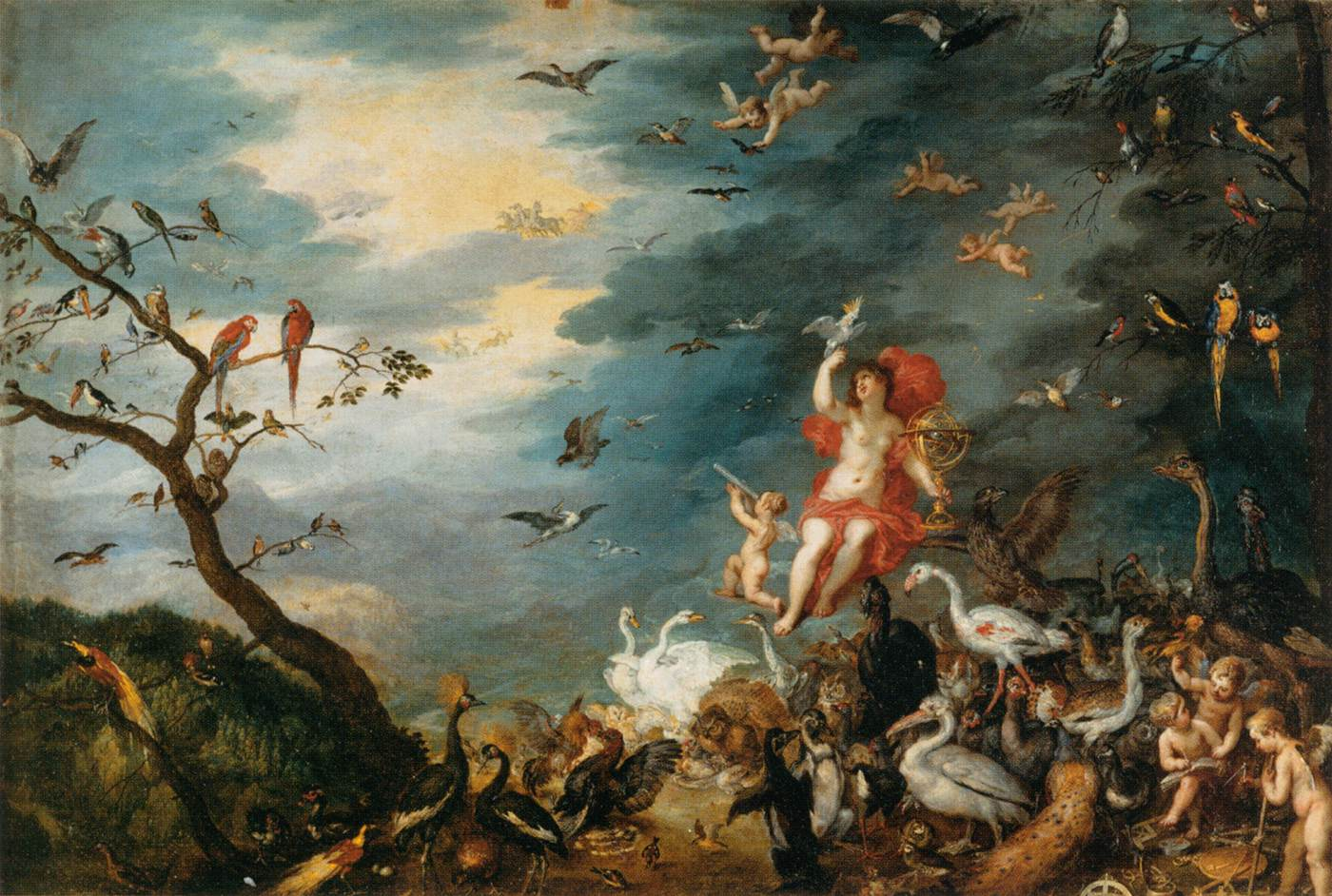
L'Air